# Reserve
Reserve (französisch réserve zu lateinisch reservare ‚aufbewahren‘, ‚zurückhalten‘) bezeichnet einen Vorrat oder eine Rücklage für den Not- oder Bedarfsfall. Diese Vorratshaltung kann dazu dienen, Krisensituationen einfacher zu überstehen.

## Anwendungsfälle
- Die Bundesregierung hält mit der Zivilen Notfallreserve und der Bundesreserve Getreide rund 800.000 Tonnen Lebensmittel in dezentralen Lagern vor. Das Bundesamt für Bevölkerungsschutz und Katastrophenhilfe empfiehlt, einen individuellen Vorrat an Getränken und Essen für 10 Tage anzulegen.[5]
- Die strategische Ölreserve ist eine Bevorratung von Erdöl und Erdölprodukten, um kurzfristige Versorgungsengpässe überbrücken zu können.
- Mit Reserven werden jene Rohstoffmengen bezeichnet, die mit heutiger Technologie und zu aktuellen Preisen förderbar sind.
- Die Tankreserve bei Personenkraftwagen ist ein Treibstoffvorrat für etwa 50 km Strecke. Reservetanks sind oftmals baulich vom Haupttank getrennte Vorratsbehälter, oft in Form eines Kanisters. Ein Reserverad dient zum Radwechsel, wenn ein Autoreifen defekt ist.
- Im Finanzbereich werden Währungsreserven für Devisenmarktinterventionen zur Stabilisierung von Wechselkursen genutzt. Goldreserven dienten im Rahmen des Goldstandards zur Deckung von Währungen. Banken sind gesetzlich verpflichtet, bei ihrer Zentralbank ein Pflichtguthaben als Mindestreserve zu unterhalten.
- Reserveantibiotika sind in der Medizin bei resistenten Erregern für einen Einsatz mit strenger Indikation vorgesehen.